# Piazza del Mercato (Coburgo)

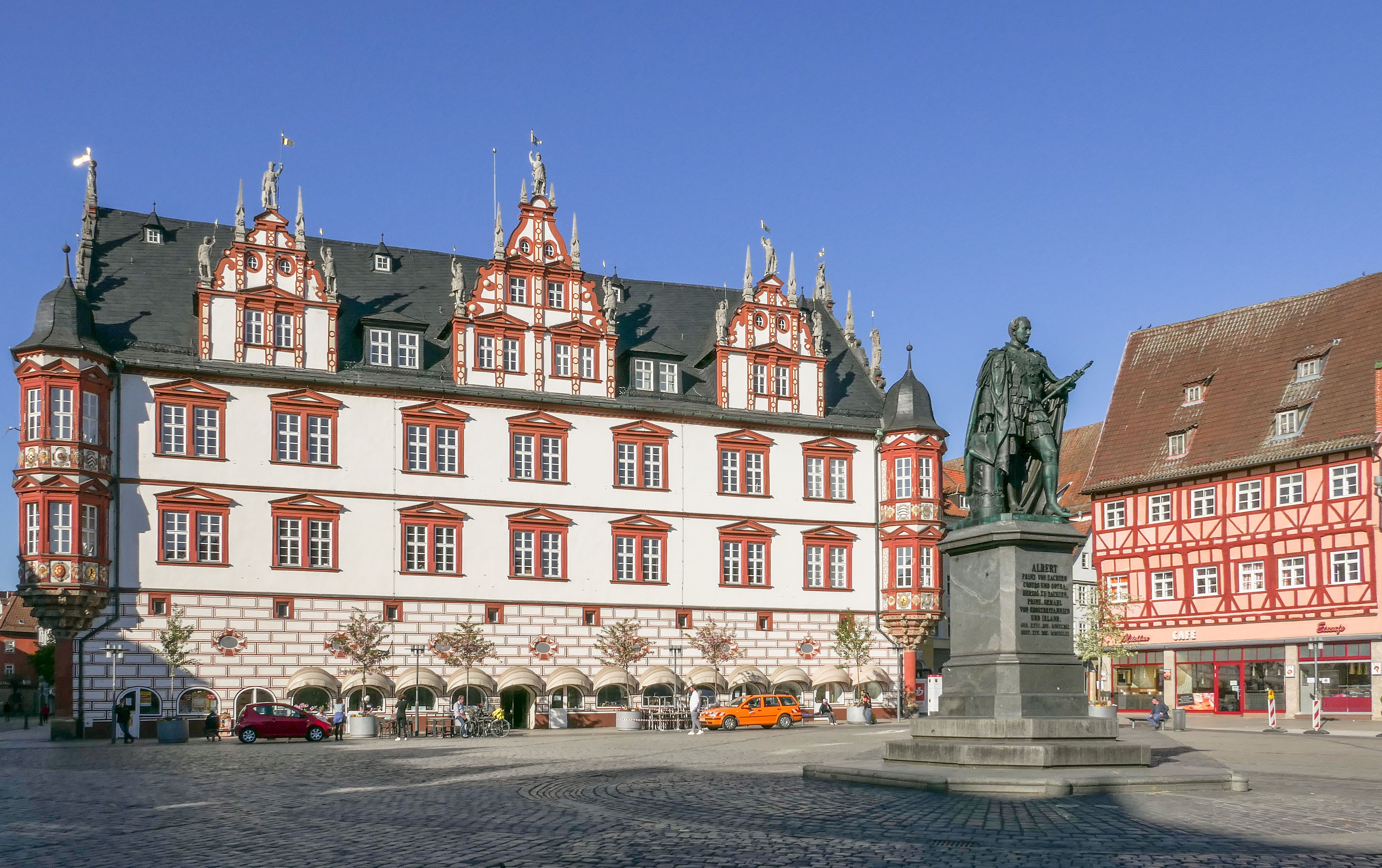
Il lato nord con lo Stadthaus.

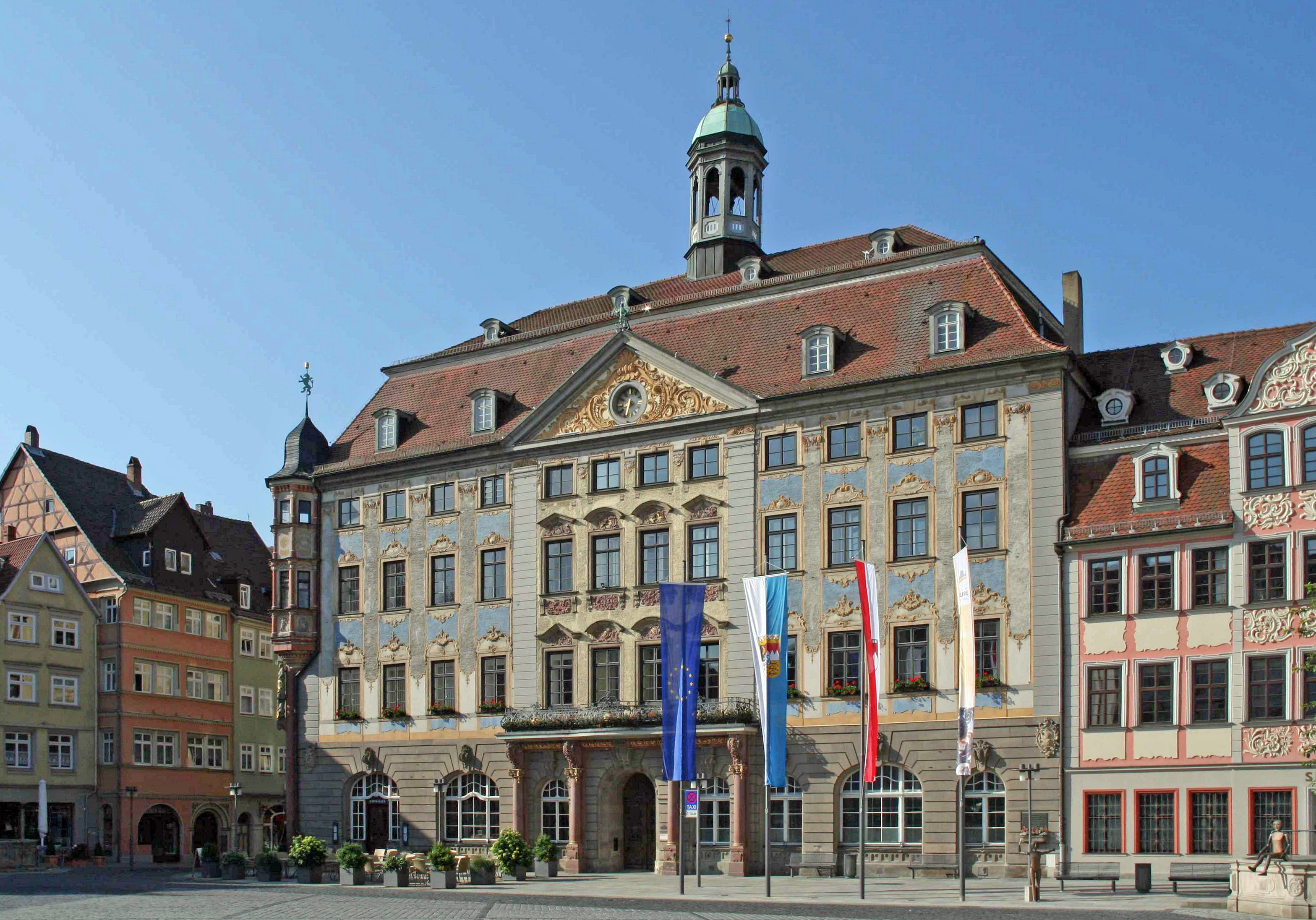
Municipio sul lato sud.

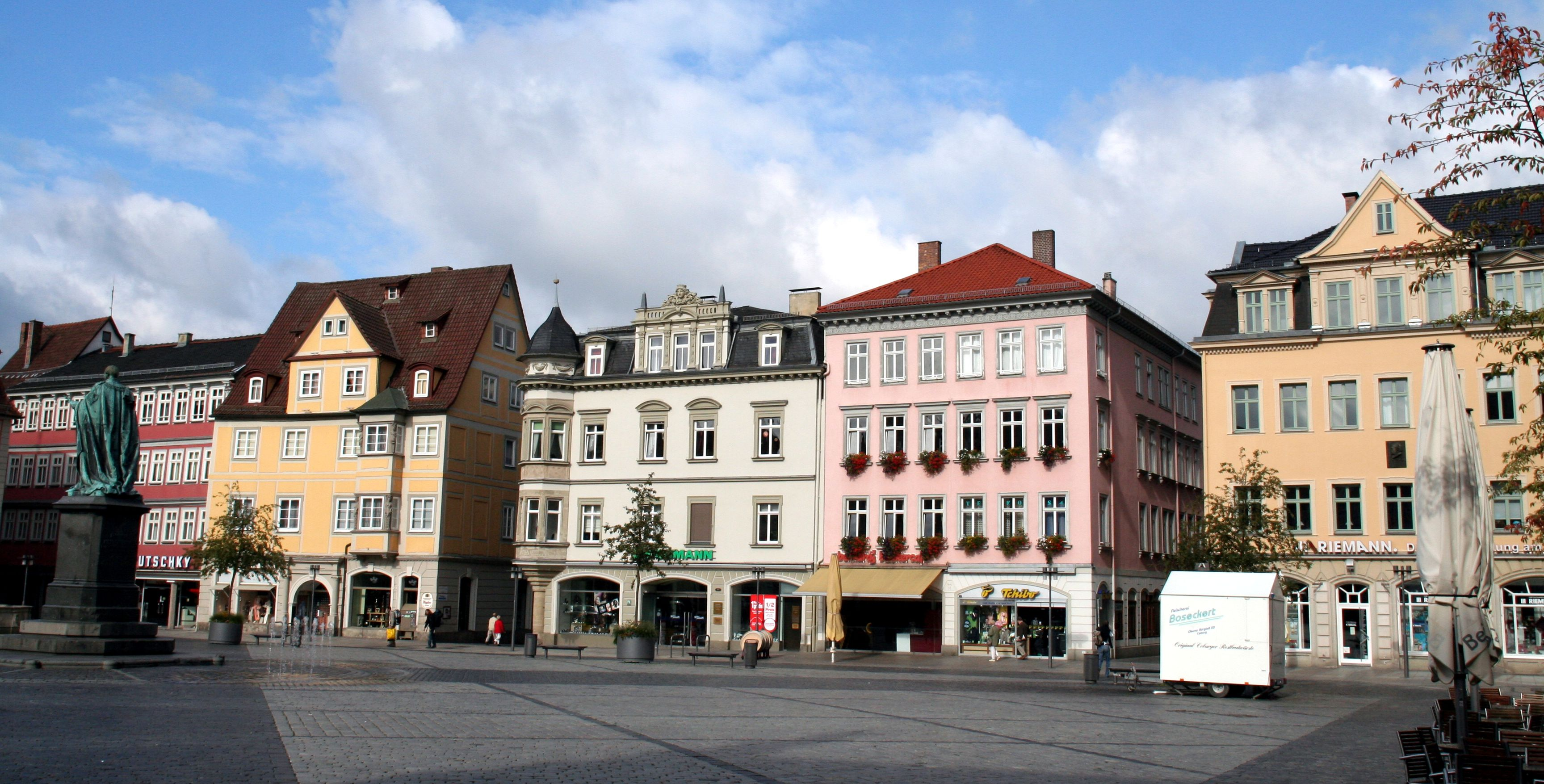
Lato occidentale.

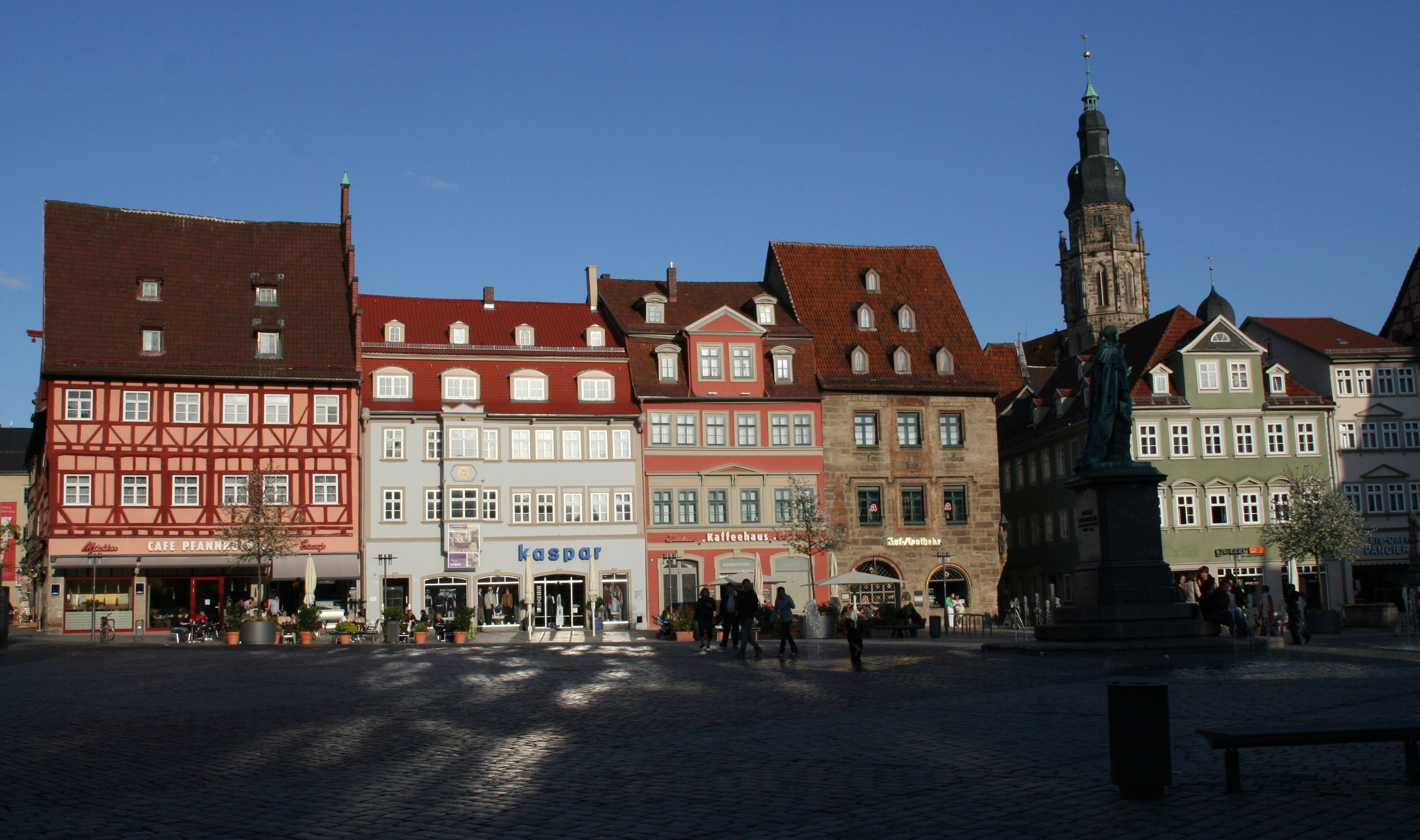
Lato orientale.

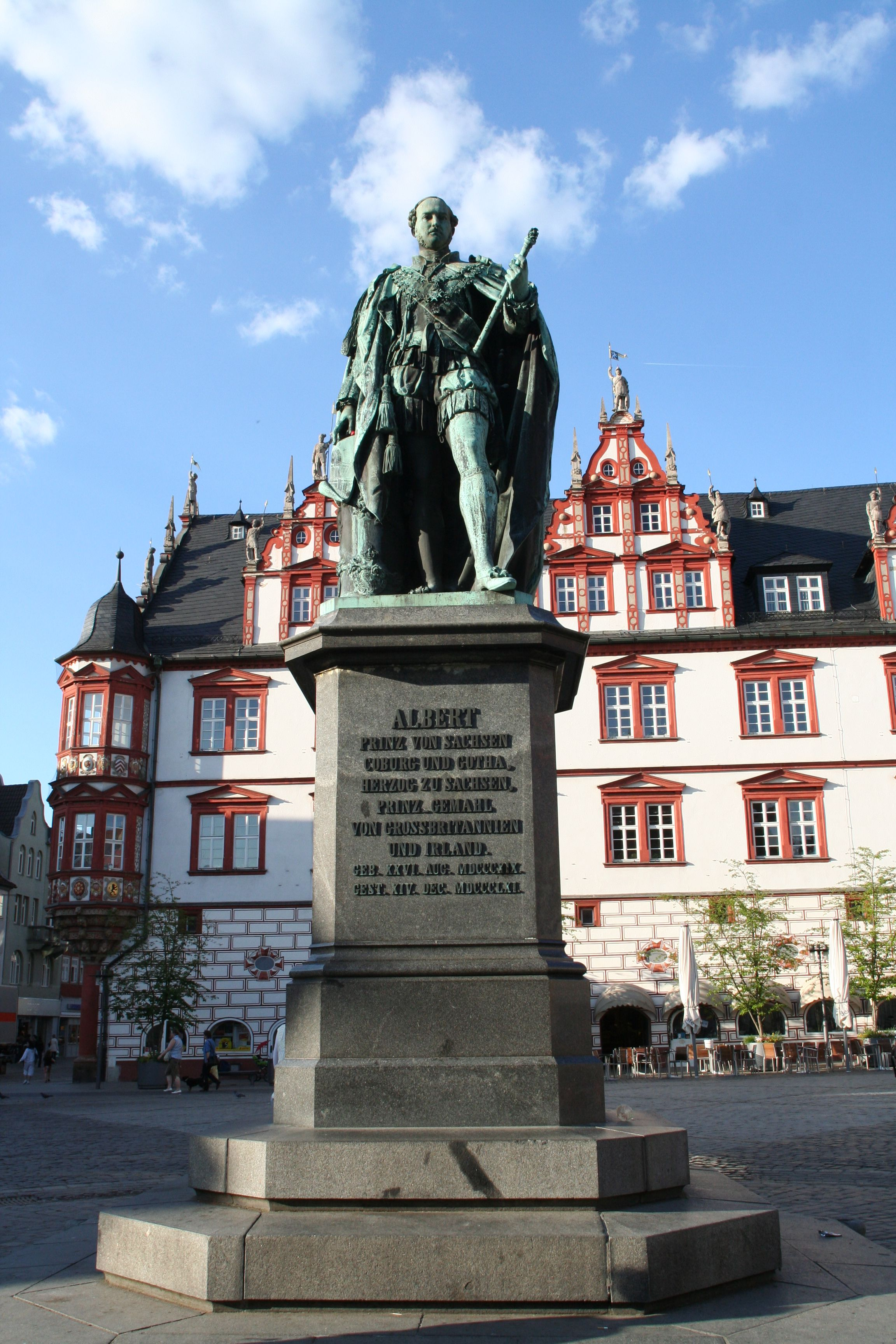
Monumento al Principe Alberto.

La piazza del Mercato si trova nel centro urbano della città di Coburgo ed è collegata al centro storico da sette strade. Si trova a 297 metri sul livello del mare, è larga 74 metri e lunga 76. È nata all'inizio del XV secolo. In precedenza, il mercato si svolgeva nel cimitero occidentale della Morizkirche.
Già a metà del XV secolo la piazza fu pavimentata. Nodo commerciale tra Norimberga e Erfurt, collegava in diagonale Ketschengasse a Spitalgasse, e collegava Praga a Francoforte sul Meno, passando per Steingasse da est e Judengasse a ovest.

## Disposizione
Sul lato sud della piazza, ma non nell'asse centrale, si trova il municipio di Coburgo, la cui prima fase di costruzione si sviluppò all'inizio del XV secolo. Oltre al municipio, si trova la sede della Sparkasse Coburg-Lichtenfels in un edificio ad angolo a tre piani con una facciata in stile rococò del 1766. Il lato nord, di fronte al municipio, è la Stadthaus, l'ex edificio per uffici ducali della fine del XVI secolo. Gli edifici sul lato ovest della piazza sono divisi in tre sezioni con case a due o tre piani. Sul lato est, più vecchio, c'è in particolare la farmacia dalla metà del XV secolo degna di nota, e sul lato ovest Markt 6 con l'Erker di Coburgo.
Al centro della piazza del mercato si trova il monumento al Principe Alberto, un dono della regina Vittoria alla città natale del suo defunto marito. Il monumento raffigura Alberto in direzione del Municipio nelle vesti di un cavaliere dell'Ordine della Giarrettiera, che tiene in mano il progetto del Crystal Palace di Londra e il bastone di maresciallo. La cerimonia di inaugurazione del monumento, in fusione di bronzo, realizzata su modello dello scultore inglese William Theed il Giovane, ha visto la partecipazione della regina e dei suoi figli, il 26 agosto 1865, durante la sua quinta visita a Coburgo.
Sul lato sinistro e destro del municipio ci sono due fontane dalla metà del XVI secolo. I due pozzetti hanno vasche ottagonali con una colonna nel mezzo. La fontana di fronte alla confluenza con il Rosengasse è anche chiamata Brunnen am Grünen Baum. Sul pilastro vi è un leone di pietra con uno scudo ornato da una testa di moro. La fontana di fronte alla confluenza con la Ketschengasse è chiamata Spenglersbrunnen, sulla cui colonna è presente anche un leone che regge lo stemma di Coburgo.
Tra il 2004 e il 2005 la piazza è stata ridisegnata con vegetazione, nuove luci e fontane d'acqua attorno al monumento al Principe Alberto.

## Eventi
Dal 5 maggio 1982 la piazza del mercato è chiusa al traffico privato motorizzato e fa parte di una zona pedonale nel centro storico. Sulla piazza c'è uno stand che vende bratwurst, aperto tutti i giorni, dove la specialità più nota della città, il bratwurst di Coburgo, viene grigliata sul fuoco di pigne ben secche, noto anche come "fresco" a Coburgo. Il panino è aperto dalla parte superiore e non di lato. Ai bordi della piazza ci sono principalmente caffè e ristoranti. Al centro si svolge il mercato delle verdure ogni martedì e venerdì e quello settimanale ogni mercoledì e sabato, dove è disponibile anche un'ampia selezione di specialità di salsiccia di cavallo. Gli eventi annuali includono il mercato degli gnocchi di Coburgo e il mercatino di Natale.